# 박시영 (정치 컨설턴트)
박시영(1968년 10월 5일 ~ )은 여론조사 전문가이자 정치컨설턴트로서 전북특별자치도 전주시 출신이다.
참여정부 당시 청와대 여론조사 행정관을 지냈으며 정치평론분야에서 명성을 얻었다. 
19대 대선에서 문재인 후보의 전략컨설팅을 맡아 선거를 승리로 이끈 바 있으며, 정치컨설팅업체 윈지코리아컨설팅 대표로서 전략컨설팅을 수행해오다, 2022년 7월 주식회사 박시영을 설립, 유튜브 <박시영TV>의 진행자로서 민주당 진영의 대표 스피커로 자리매김 하였다.
<더라이브>, <사사건건>, <더뉴스>, <김어준의 뉴스공장>, <매불쇼>, <김용민 브리핑> 등의 방송에 출연 중으로 저서로는 <19대 대통령(공저)>와 <대통령을 만드는 정치컨설턴트>, <위너는 어떻게 결정되는가(공저, 김영사)> 등이 있다.

## 노사모 사무총장에서 청와대 여론조사 행정관으로
박시영은 1995년 서울 광진구청장 선거 참모로 뛰면서 첫걸음을 내디뎠고, 구청 근무와 벤처 기업가를 거쳐 2002년 제16대 대통령 선거에서 국민경선단 대책위 공동위원장, 노사모 사무총장으로 노무현의 대통령 당선에 기여했다. 2004년 17대 총선 후 신설된 청와대 여론조사비서관실의 국장으로 3여년간 재직했고, 2009년에는 당시 미국에서 이미 행해지고 있던 과학적 여론조사에 기반한 정치 및 정책 컨설팅을 한국정치에도 이식하자는 취지에서 함께 근무했던 이근형 전 청와대 여론조사비서관과 함께 윈지코리아컨설팅을 설립했다.

## '박시영의 눈'에서 '박시영TV(유튜브)'로
2016년 총선에서는 당시 여당이었던 새누리당이 과반에 미치지 못할 것을 내다보았고,  2017년 제19대 대통령 선거에서는 문재인의 선거전략컨설팅을 담당, 2018년 지방선거에서는 이재명의 경기도지사 당선을 도왔다. 2020년 제21대 국회의원 선거에서는 김용민TV '박시영의 눈'을 통해 선거결과를 매우 정확하게 예측하여 세간의 주목을 받았다. 그는 기존 정치권에 대한 자문 이외에도 유망한 정치 신인을 발굴해내고 조언해주는 역할도 맡고 있으며, 청소년과 청년들을 대상으로 정치컨설턴트라는 직업을 설명하는 서적을 출간하기도 했다. 김용민TV 내 코너였던 <박시영의 눈>을 21대 총선과 함께 마무리하고 이후 '박시영TV'를 독자적으로 제작, 윈지코리아컨설팅 대표를 사임하고 2022년 7월부터 주식회사 박시영 대표로 활동 중이다.

## 학력
- 1981 ~ 1984 : 전주남중학교
- 1984 ~ 1987 : 전라고등학교
- 1988 ~ 1992 : 건국대학교 경제학 학사

## 경력
- 2004년 7월 ~ 2007년 5월 : 대통령비서실 행정관
- 2008년 6월 ~ 2009년 5월 : 월드리서치 이사
- 2009년 5월 ~ 2019년 6월 : 윈지코리아컨설팅 부대표
- 2019년 6월 ~ 2022년 6월 : 윈지코리아컨설팅 대표
- 2022년 7월 ~ 주식회사 박시영 대표

## 저서
- 《위너는 어떻게 결정되는가(공저)》. 김영사. 2021년. ISBN 9788934974918
- 《대통령을 만드는 정치컨설턴트(잡프로포즈 시리즈 31)》. 토크쇼. 2020년. ISBN 9791188091744

### 공저
- 《19대 대통령》. 토크쇼. 2016년. ISBN 9791195874965

## 방송 출연
- 팟빵 《정영진 최욱의 매불쇼》 고정 패널
- TBS 《김어준의 뉴스공장》 고정 패널
- KBS1 《사사건건(事事件件)》 고정 패널
- KBS1 《더 라이브》 고정 패널
- 유튜브 《박시영TV》 진행 및 운영자